# Ньюбленсе
«Ньюбле́нсе» (исп. Club Deportivo Ñublense S.A.D.P.) — чилийский футбольный клуб из города Чильян провинции Ньюбле, по имени которой и носит своё название.

## История

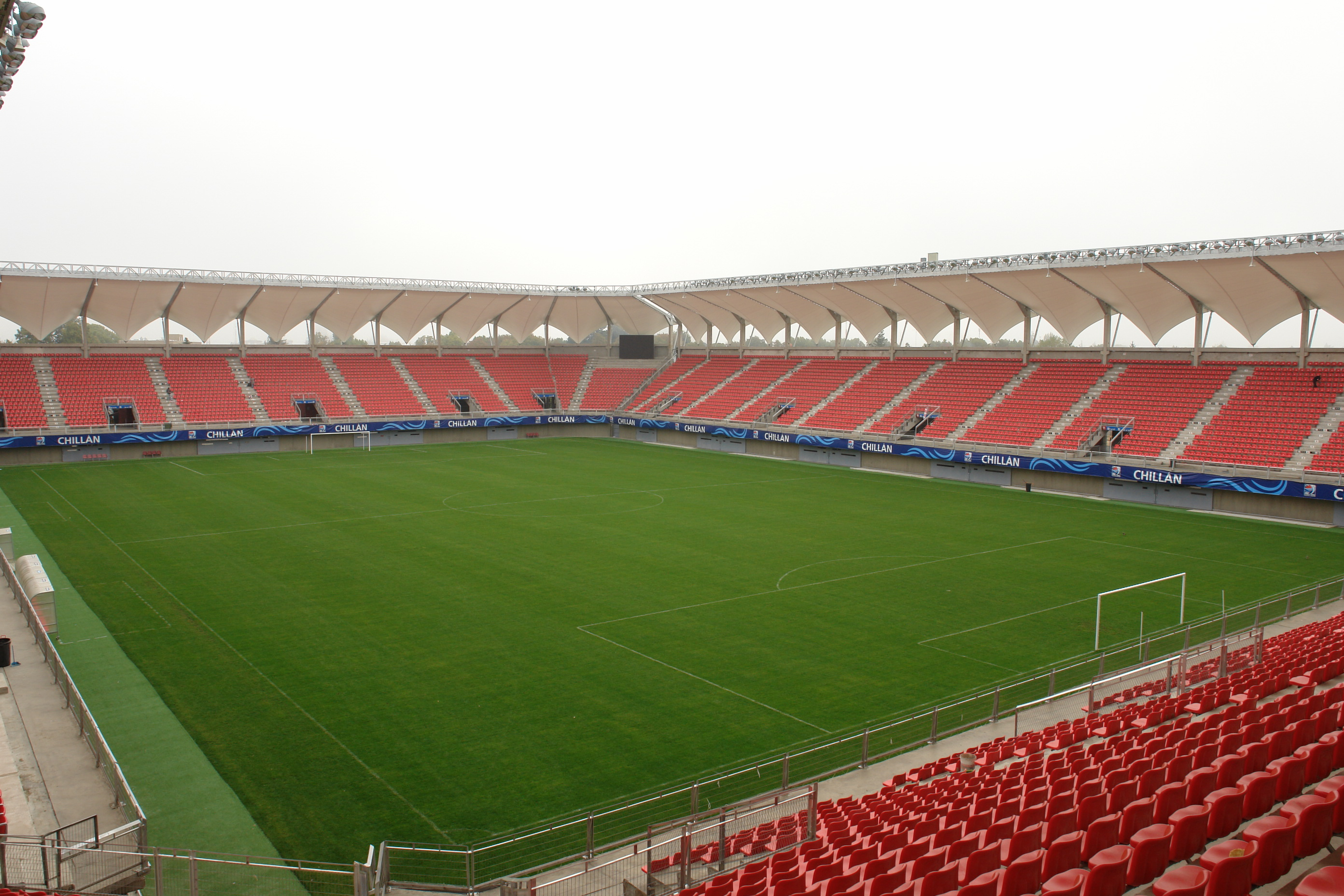
Стадион Нельсон Оярзун

Команда была основана 20 августа 1916 года, группой учащихся в лицее во главе с учителем Мануэлем Лара Гутьерресом. Первоначально клуб носил имя «Лисео», своё современное название он носит с 1942 года.
До 1959 года «Ньюбленсе» был любительским клубом и выступал лишь в региональных турнирах. В 1959 году руководство клуба приняло решение о переходе клуба на профессиональную основу, в тот же год клуб дебютировал в «Примере B», втором по силе дивизионе Чили.
В 1976 году «Ньюбленсе» победил в «Примере B» и на следующий год дебютировал в чилийской «Примере». Проведя несколько удачных сезонов на высшем уровне, в начале 80-х годов клуб столкнулся с финансовыми проблемами, в результате которых скатился до «Терсеры», третьего дивизиона чилийского футбола. Вернутся в «Примеру» клубу удалось лишь в 2007 году, а на следующий год он добился своего главного успеха в истории, победив в регулярном чемпионате Апертуры 2008. Этот успех позволил «Ньюбленсе» принять участие в розыгрыше Южноамериканского кубка 2008, но там он уступил в первом же раунде перуанскому клубу «Спорт Анкаш».

## Достижения
- Победитель Примеры B Чили (2): 1976, 2020

## Сезоны по дивизионам
- Примера (14): 1977—1979; 1981; 2007—2011; 2013—2014/15; 2021—н.в.
- Примера B (44): 1959—1976; 1980; 1982—1983; 1986—1991; 1993—2000; 2005—2006; 2012; 2015/16—2020
- Третий дивизион (7): 1984—1985; 1992; 2001—2004.

## Участие в южноамериканских кубках
- Южноамериканский кубок (1):
  - Первый раунд — 2008